# Mỏ sắt Mã An Sơn

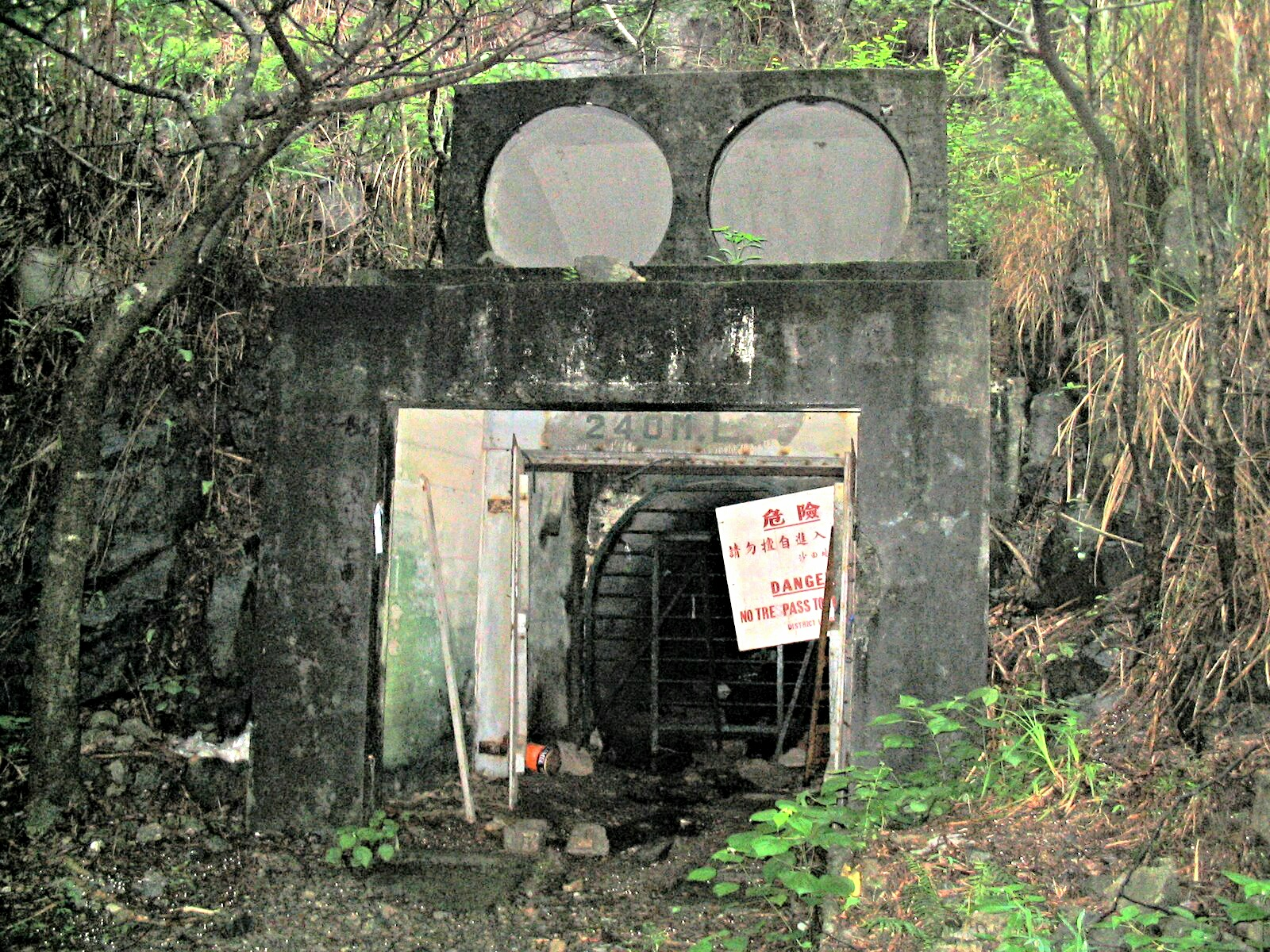
Bức tường bên ngoài 240 ML của khu mỏ năm 2005.

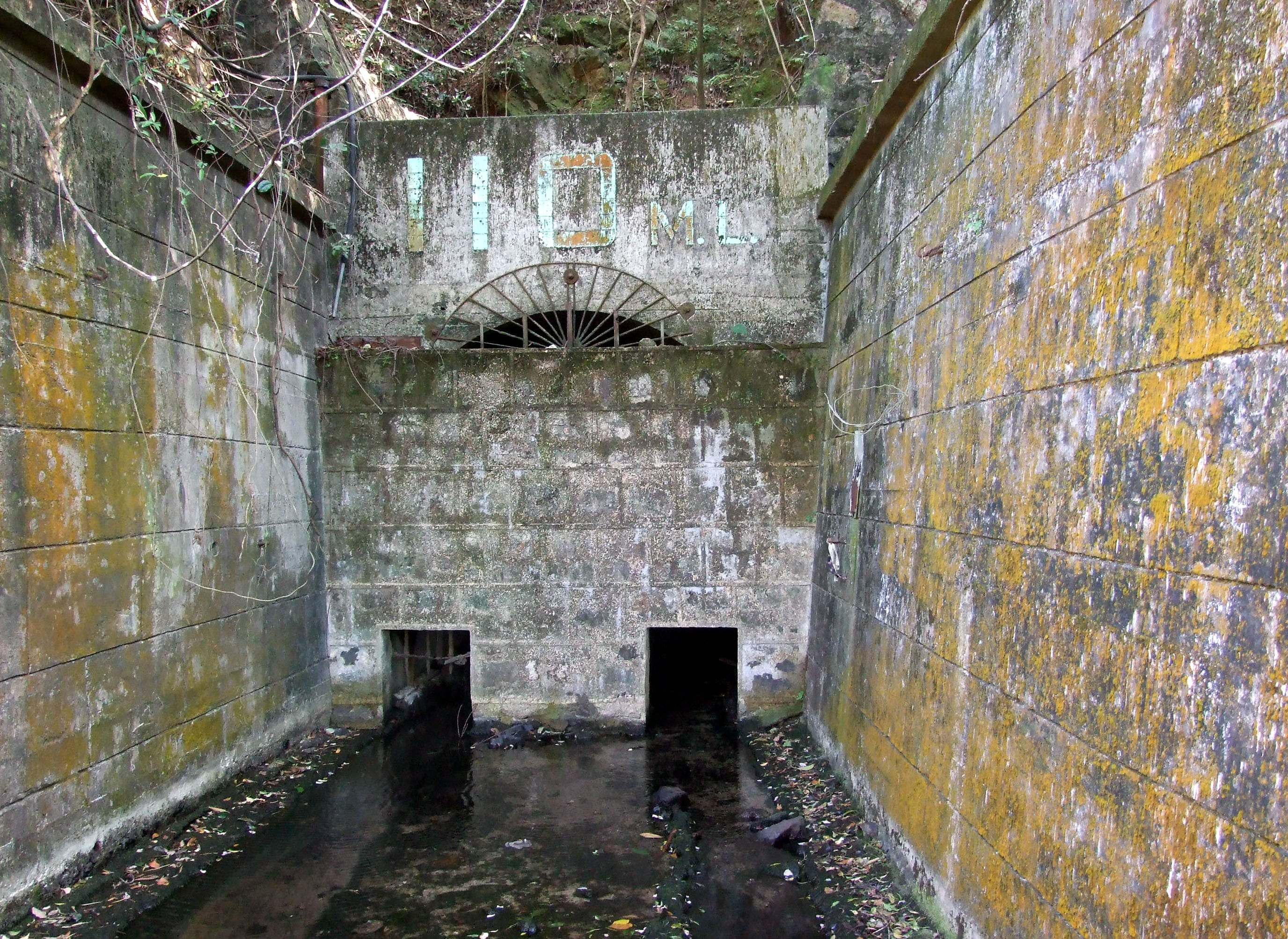
Bức tường bên ngoài 110 ML của khu mỏ sắt năm 2010.

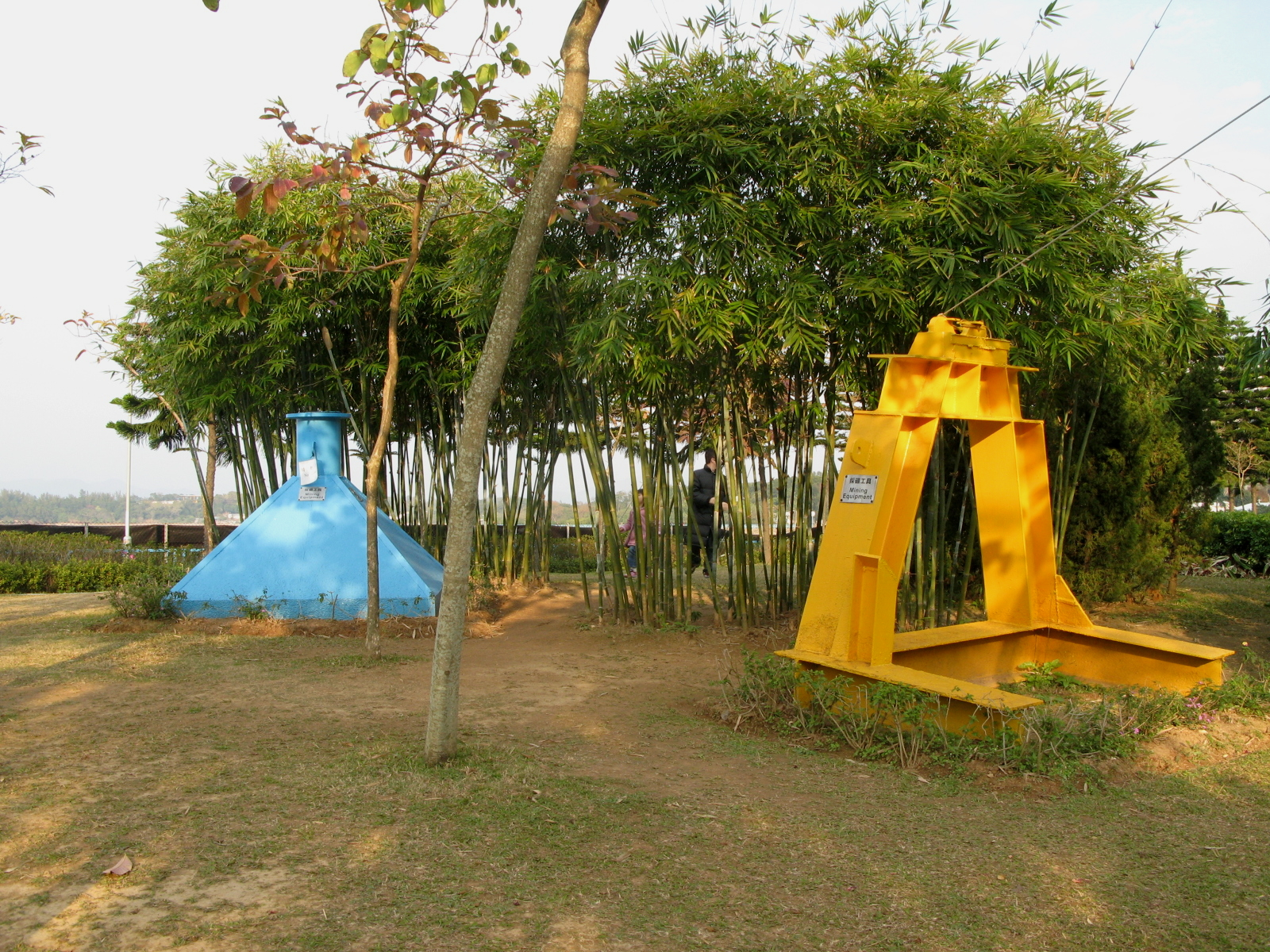
Thiết bị khai thác được trưng bày trong Công viên Mã An Sơn, ở tân thị trấn Mã An Sơn.

Mỏ sắt Mã An Sơn là một khu mỏ nằm trên vùng đồi của tân thị trấn Mã An Sơn, quận Sa Điền, Hồng Kông, hoạt động từ năm 1906 đến 1976. Ngôi làng Mã An Sơn gần đó là nơi cung cấp chỗ ở cho các thợ mỏ và gia đình của họ.

## Lịch sử
Mỏ sắt Mã An Sơn được mở cửa vào năm 1906 với tư cách là một khu mỏ lộ thiên được điều hành bởi Công ty khai thác sắt Hồng Kông, thuộc sở hữu của Sir Paul Chater. Năm 1949, mỏ được tiếp quản bởi Công ty khai thác và thương mại Mutual, công ty đã mở rộng nó dưới lòng đất vào năm 1953. Đến năm 1959, việc khai thác đã chuyển hoàn toàn dưới lòng đất. Tuy nhiên, mỏ ngừng hoạt động vào năm 1976. Lực lượng lao động khoảng 400 người bị sa thải. Hợp đồng khai thác của chính phủ kết thúc vào năm 1981 và sau đó mỏ đã đóng cửa.

### Công ty điều hành mỏ
Lịch sử công ty điều hành của mỏ:
- 1906-1929: Công ty TNHH thiết khoáng Hồng Kông (香港鐵礦公司)
- 1931-1940: Công ty sắt Tân Giới
- 1940-1941: Công ty TNHH luyện kim sắt Hoa Nam (華南製鐵有限公司)
- 1942-1945: (Thời kì Nhật chiếm Hồng Kông)
- 1945-1948: Có thể là cuộc khai thác quy mô nhỏ của Công ty TNHH luyện kim sắt Nam Trung Quốc
- 1949-1976: Công ty TNHH Đại Công Dương Hàng (大公洋行)
- 1953-1976: Liên doanh giữa Công ty TNHH Đại Công Dương Hàng và Công ty khai thác Nittetsu (Nhật Bản) (日本鐵礦業株式會社)

## Hiện tại và tương lai
Có ý kiến cho rằng Mỏ sắt Mã An Sơn có thể được tái sử dụng làm nơi để lưu trữ năng lượng khí nén (CAES).
Một số công trình xây dựng của khu mỏ sắt được liệt kê là di tích lịch sử vào tháng 4 năm 2016: Tường ngoài 240 ML và 110 ML của Mỏ sắt Mã An Sơn (Cấp 2), Nhà máy chuẩn bị khoáng sản của Mỏ sắt Ma On Shan (Cấp 3), Cấu trúc công trường tại khu khai thác mỏ của mỏ sắt Mã An Sơn (cấp 3).